# Neuilly-sur-Seine
Neuilly-sur-Seine je zahodno predmestje Pariza in občina v osrednjem francoskem departmaju Hauts-de-Seine regije Île-de-France, ob reki Seni. Leta 1999 je imelo naselje 59.848 prebivalcev.

## Administracija
Neuilly-sur-Seine je sedež dveh kantonov:
- Kanton Neuilly-sur-Seine-Jug (del občine Neuilly-sur-Seine: 27.244 prebivalcev),
- Kanton Neuilly-sur-Seine-Sever (del občine Neuilly-sur-Seine: 32.604 prebivalcev).

Oba kantona sta sestavna dela okrožja Nanterre.

## Zgodovina
1. januarja 1860 je Pariz s širitvijo pridobil več sosednjih občin, med drugim tudi del ozemlja Neuillyja, ki je oblikoval sedanjo sosesko Ternes.
11. januarja 1867 se je del ozemlja Neullyja izločil in združil z delom ozemlja Clichyja ter tvoril občino Levallois-Perret.
Leta 1919 je bil v kraju podpisan sporazum z Bolgarijo, s katerim je slednja zaradi njene vloge v prvi svetovni vojni izgubila precejšnje ozemlje v korist novoustanovljene Kraljevine SHS in Grčije.
Leta 1929 je bil Boulognski gozd, do takrat razdeljen med občini Neully-sur-Seine in Boulogne-Billancourt, v celoti dodeljen Parizu.

## Zanimivosti
- dvorec château de Neuilly,
- hram ljubezni, na otoku Grande Jatte,
- cerkev sv. Petra,
- cerkev sv. Janeza Krstnika,
- kapela Notre-Dame-de-la-Bonne-Délivrance.

## Pobratena mesta
- Baakline (Libanon),
- Hanau (Nemčija),
- Maidenhead (Združeno kraljestvo),
- Uccle (Belgija),
- Windsor (Združeno kraljestvo).